# محمد خير الدين
محمد خير الدين (1941–1995) روائي وشاعر مغربي يكتب باللغة الفرنسية. ولد بقرية أزرواضو التابعة لبلدية تفراوت، عمالة تزنيتـ هاجة إلى باريس سنهة 1967,

## سيرة حياته
هاجرت أسرته وهو طفل إلى الدار البيضاء حيث كبر وترعرع. ترك الدراسة باكراً وعمل وهو في سن العشرين مندوبا بالضمان الاجتماعي من عام 1961 إلى 1963 في أكادير ثم في الدار البيضاء. استقال سنة 1967 من منصبه وهاجر إلى باريس هارباً من الملاحقة القانونية لاشتراكه في انتفاضة مارس 1965 ليلتحق هناك بعد ثلاث سنوات في ثورة طلاب فرنسا (مايو 1968). وكان من بين الطلاب الذين احتلوا مسرح الأوديون بباريس. نشر له سارتر قصيدة “الملك” في افتتاحية مجلته الشهيرة “الأزمنة الحديثة”. رجع محمد خير الدين إلى المغرب سنة 1979 بعد غياب ستة عشر عاما وبقي في بلاده حتى وفاته بعد أن أصيب بمرض عضال قاتل.

## سيرته الأدبية
بدأ محمد يكتب الشعر وهو بعد مراهقاًَ. وكان ينشر قصائده في صحيفة «لا فيجي ماروكين» LA VIGIE MAROCAINE. وكتب قصائده بلغة فرنسية محبوكة على الطريقة الكلاسيكية. برز في الستينات واحدا من ألمع الشعراء المحدثين إلى جانب الطاهر بن جلون وعبد اللطيف اللعبي ومصطفى النيسابوري وعبد الكبير الخطيبي. وكان هؤلاء الشعراء قد تحلقوا آنذاك حول الشاعر اللعبي ومجلته «أنفاس».
صدر لخير الدين كتابه الأول في لندن سنة 1964 بعنوان «غثيان أسود» وقد ضم قصائد تشي بيأس وجودي. وفي سنة 1967 نشرت له دار النشر سوي (Seuil) الفرنسية روايته «أكادير» التي كتبها في أعقاب الزلزال الذي دمر المدينة المغربية سنة 1960. وكانت المخطوطة تحمل عنوان «التحقيق» قبل أن يقترح الناشر تغيير الاسم إلى أكادير. أسلوب هاته الرواية شاعري متسلح بالسخرية والرفض و متأثر بما شاهده الكاتب من شقاء الناس في المدينة بعد الزلزال. وفي العام التالي نشرت له دار سوي روايته الشعرية «الجسد السالب» حيث كرس أسلوبه الثائر عبر سرد شعري. وفي سنة 1969 جمع قصائد تعكس إحساساً حاداً باليأس والتمرد في ديوان شعري سماه «شمس عنكبوتية». ثم تتالت أعماله التي نشرتها دار سوي. بعد عودته إلى المغرب أصدر محمد خير الدين ديوان شعر جديد سماه «انبعاث الورود البرية». وواظب في المغرب على نشر نصوص متفرقة في جريدة «المغرب» الفرنكوفونية التي كانت تصدر في الثمانيات من القرن الماضي. وشكلت هذه النصوص نواة رواية جديدة غاص فيها في أصوله السوسية ونشرتها دار سوي الفرنسية سنة 1984 بعنوان «أسطورة وحياة أغونشيش».
صادق العديد من الشعراء والمفكرين منهم ليوبولد سيدار سنغور وجاك لاكان وأندريه مالرو وميشال ليريس وإيف بونفوا وبيار برنار ومحمد شكري وجاك بيرك وكزافييه كزال وبيير بيارن

## اللغة والهوية
تحتل مسألة الهوية مركز الصدارة في الأدب ما بعد الاستعماري المغاربي. ويطرح سؤال استخدام لغة المستعمر الفرنسي في الأدب المغاربي، وما إذا كان يحق للمؤلفين المغاربة التعبير بالفرنسية. حسم الفنانون والمثقفون المغاربة المرتبطون بمجلة *أنفاس* (Souffles) هذه القضية بعد نقاش طويل جرى في سبعينيات القرن الماضي. وتم الاتفاق على أن "الأدب الجديد" المعلن عنه سيكون على الأقل بلغتين، الفرنسية والعربية، وإلى جانب ذلك، يجب إضافة الأمازيغية.

## العلاقة مع مالرو
كان محمد خير الدين معجبا بالمفكر والراوائي الفرنسي أندريه مالرو . قال الكاتب المغربي إنه تلقى واحدة من آخر رسائل مالرو قبل وفاته في نوفمبر 1976. وقد صرّح بذلك لجريدة عربية في عام 1989 قائلاً:  "أعتقد أن الرسالة الأخيرة التي كتبها قبل وفاته كانت لي. لقد كتبها قبل خروجه من العيادة مباشرة، وكانت كتابته مرتعشة." بعد ذلك، بادر خير الدين بكتابة رسالة إلى مالرو ليعبر له عن إعجابه العميق به.

## أعماله
- الملك 1966 Le Roi
- أكادير 1967 Agadir
- الجسد السالب 1968 Corps négatif
- شمس عنكبوتية 1969 Soleil arachnide
- أنا الحاد الطباع 1970 Moi l'aigre
- النباش 1973 Le Déterreur
- هذا المغرب 1975 Ce Maroc
- رائحة المانتيك Une odeur de mantèque, 1976
- حياة وحلم شعب دائم التيهان Une vie, un rêve, un peuple, toujours errants, 1978
- انبثاق الأزهار المتوحشة Résurrection des fleurs sauvages, 1981
- أسطورة وحياة أكونشيش Légende et vie d'Agoun'chich, 1984
- كان يا مكان زوجين سعيدين Il était une fois un vieux couple heureux, 1993

## روابط خارجية
- محمد خير الدين على موقع الموسوعة البريطانية (الإنجليزية)